# Comissão Internacional Conjunta para o Diálogo Teológico entre a Igreja Católica e a Igreja Ortodoxa

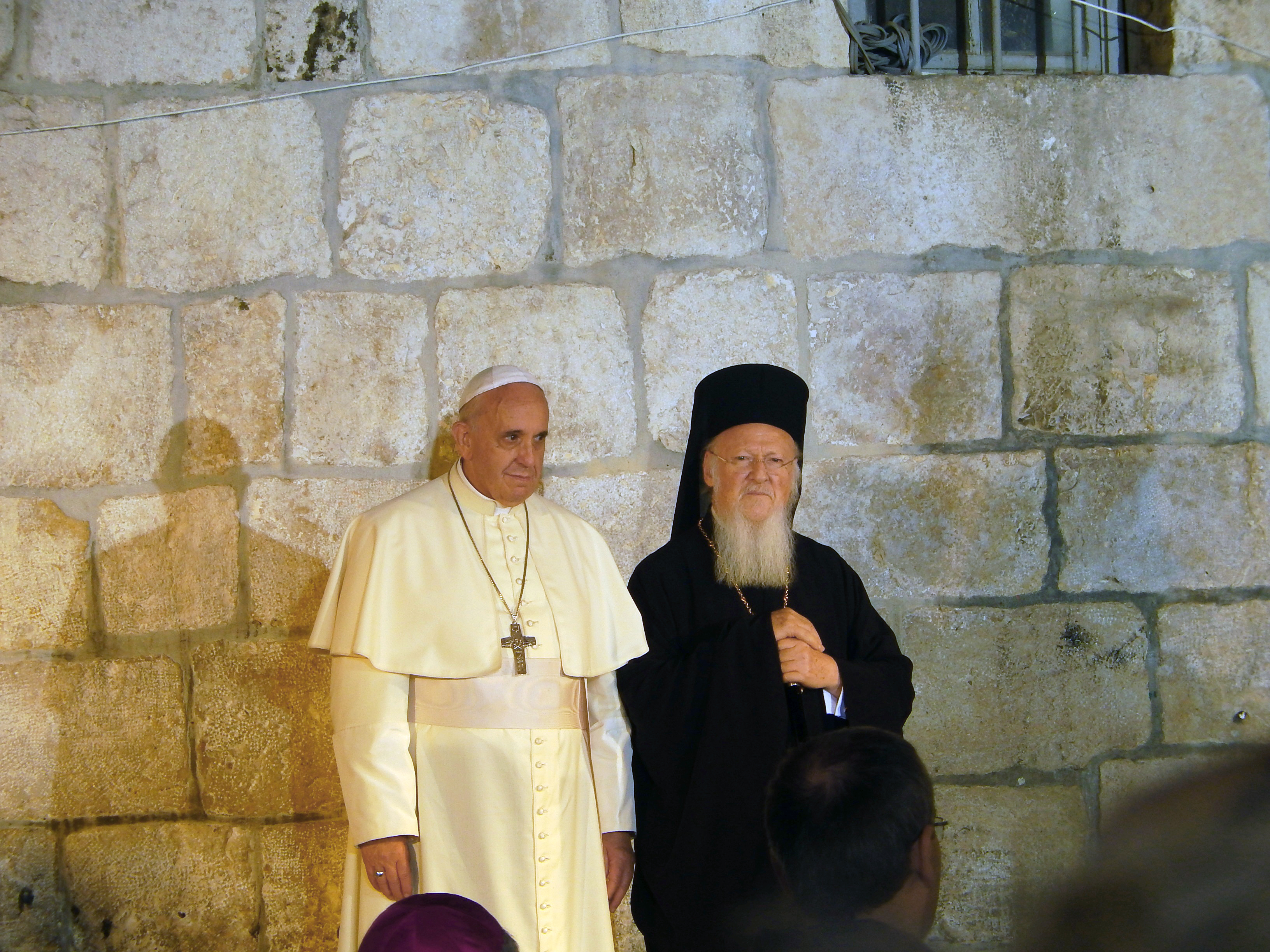
Papa Francisco e Patriarca Bartolomeu

A Comissão Internacional Conjunta para o Diálogo Teológico entre a Igreja Católica e a Igreja Ortodoxa foi estabelecida pela Santa Sé e por 14 igrejas ortodoxas autocefálicas.

## Sessões plenárias
Os primeiros dez anos de trabalho da comissão refletiram o crescente consenso entre as duas comunhões e assistiram à publicação de três declarações acordadas sobre questões como a relação entre a Trindade, a Igreja e a Eucaristia; os sacramentos da iniciação e a conexão entre fé comum e comunhão sacramental; e a teologia do ministério ordenado.
A comissão realizou as seguintes sessões plenárias:
- 1º Patmos e Rodes, Grécia (1980) "O Mistério da Igreja e a Eucaristia à luz do Mistério da Santíssima Trindade"
- 2ª Munique, Alemanha (30 de junho a 6 de julho de 1982) "O Mistério da Igreja e a Eucaristia à luz do Mistério da Santíssima Trindade"[2]
- 3ª Creta, Grécia (1984) "Fé, Sacramentos e Unidade da Igreja"
- 4º Bari, Itália (9 a 16 de junho de 1987) "Fé, Sacramentos e a Unidade da Igreja"[3]
- 5º Valamo, Finlândia (19 a 27 de junho de 1988) "O Sacramento da Ordem na Estrutura Sacramental da Igreja, com Referência Especial à Importância da Sucessão Apostólica para a Santificação e Unidade do Povo de Deus"[4]
- 6º Freising, Alemanha (1990) "Uniatismo"
- 7º Balamand, Líbano (17 a 24 de junho de 1993) "Uniatismo: método de união do passado e busca atual de plena comunhão"[5]
- 8º Emmitsburg, Maryland, EUA (9 a 19 de julho de 2000) "Implicações eclesiológicas e canônicas do uniatismo"
- 9º Belgrado, Sérvia (2006) "As conseqüências eclesiológicas e canônicas da natureza sacramental da Igreja; Conciliaridade e autoridade na Igreja em três níveis de vida eclesial: local, regional e universal"
- 10ª Ravena, Itália (8 a 14 de outubro de 2007) "As conseqüências eclesiológicas e canônicas da natureza sacramental da Igreja   - Comunhão eclesial, conciliaridade e autoridade"[6]
- 11 Paphos, Chipre (2009) "O papel do bispo de Roma na comunhão da igreja no primeiro milênio"
- 12 de Viena, Áustria (2010) "O papel do bispo de Roma na comunhão da igreja no primeiro milênio"
- 13ª Amã, Jordânia (2014) "Primazia e sinodalidade na Igreja"
- 14º Chieti, Itália (2016) "Primazia e sinodalidade na Igreja"

## Sétima Sessão Plenária (Balamand, Líbano)
A sétima sessão plenária ocorreu de 17 a 24 de junho de 1993. De acordo com o comunicado, também conhecido como declaração de Balamand, a dissolução da União Soviética e o consequente colapso do Pacto de Varsóvia na Europa Central e Oriental trouxeram "mudanças profundas ...envolvendo o renascimento da liberdade religiosa e a retomada da atividade pastoral das igrejas católicas orientais". A sessão declarou que essas mudanças "fizeram dessas perguntas a pedra de toque da qualidade das relações entre as igrejas católica e ortodoxa". Em particular, a questão do uniatismo tornou-se o foco da atenção.

## Oitava Sessão Plenária (Emmitsburg, Estados Unidos)
A oitava sessão plenária ocorreu de 9 a 19 de julho de 2000 e centrou-se no tema das "Implicações eclesiológicas e canônicas do uniatismo"

## Nona Sessão Plenária (Belgrado, Sérvia)
A nona sessão plenária da comissão foi realizada de 18 a 25 de setembro de 2006 em Belgrado, Sérvia.
O tema discutido foi "Conciliaridade e Autoridade na Igreja". Após a sessão, o Papa Bento XVI visitou o Patriarca Bartolomeu em Phanar em 30 de novembro de 2006.

## Décima Sessão Plenária (Ravenna, Itália)
A décima reunião ocorreu em Ravenna, Itália, de 8 a 14 de outubro de 2007.